# California State University - Stanislaus
De California State University - Stanislaus, vaak verkort tot Cal State Stanislaus of Stan State, is een Amerikaanse openbare universiteit in Turlock, een voorstad van Modesto in Stanislaus County (Californië). De universiteit maakt deel uit van het California State University-systeem, dat in totaal 23 campussen telt. Cal State Stanislaus is de enige universiteit in het CSU-systeem die een bachelor in de cognitiewetenschap aanbiedt. De school heeft een erg goede academische reputatie.

## Alumni
Enkele bekende alumni van Cal State Stanislaus zijn:
- Dennis Cardoza, congreslid
- Gary Condit, voormalig congreslid
- Carrie Henn, kindactrice bekend uit Aliens